# تويمازي
تويمازي (بالروسية: Туймазы) هي إحدى مدن روسيا في الكيان الفدرالي الروسي باشكورتوستان.